# Совка понтийская
Совка понтийская (лат. Spudaea pontica) — бабочка семейства совок.

## Описание
Размах крыльев 29-33 мм. Голова в серовато-коричневых, а грудь и патагии — в бурых волосках. Усики самцов гребенчатые, несущие на каждом членике по два отростка. На каждом отростке имеется пучок из 6—8 длинных волосков. Усики самок без отростков, покрытые редкими ресничками. Основной фон передних крыльев светло-коричневый, с большей или меньшей примесью напыления из серых чешуек. У некоторых бабочек серые чешуйки очень плотно покрывают основной фон крыла, из-за чего он приобретает серовато-бурый оттенок. Рисунок на крыльях хорошо развит у светло-коричневых особей и слабее — у серовато-бурых. Поперечные линии рисунка двойные, начинающиеся коричневыми пятнышками на переднем крае крыла. От базальной полосы остается только несколько тёмных точек и штрихов. Внутренняя и наружная центральные полоски зубчатые, образованные коричневыми чешуйками. Почковидное и круглое пятна окаймлены белой полосой. Круглое пятно развитое. Нижняя часть почковидного пятна имеет коричневые чешуйки. На переднем крае крыла перед почковидным пятном располагается тёмная точка. Подкраевая полоска начинается затемненным пятном на переднем крае крыла и образована 4—6 темными точками. Снаружи подкраевая полоса несколько контрастирована полосой чешуек более светлого оттенка, чем основной фон крыла. Подкраевая полоска начинается 2—3 хорошо выраженными коричневатыми пятнами. Краевая полоса образована 7 тёмными точками, снаружи от которых по краю крыла идёт узкая светлая полоска. Бахромка крыльев рыжевато-коричневая. Задние крылья тёмного цвета со светло-коричневой бахромкой.

## Ареал
Типовая местность: Алушта, Крым. Изначально таксон был описан как подвид Spudaea ruticilla.
Ареал вида включает Крым, Балканский полуостров, Кавказ.

## Биология
Бабочки встречаются в лесах и парках. Развивается за год в одном поколении. Время лёта с января по апрель. Кормовые растения гусениц — различные виды дуба (Quercus).